# Leltárhiányért való felelősség
A munkavállalói kárfelelősségnek két fő formája van, a vétkességen alapuló (szubjektív) és a vétkességre tekintet nélkül fennálló (objektív) kárfelelősség.
A leltárhiányért való felelősség a vétkességre tekintet nélkül fennálló (objektív) kárfelelősség csoportjába sorolható.

## A leltárhiány fogalma
A leltárhiány az értékesítésre, forgalmazásra vagy kezelésre szabályszerűen átadott és átvett anyagban, áruban (leltári készlet) ismeretlen okból keletkezett, a természetes mennyiségi csökkenés és a kezeléssel járó veszteség mértékét (együtt: forgalmazási veszteség) meghaladó hiány.
Fontos kiemelni, hogy kizárólag az ismeretlen okból keletkezett veszteség minősül leltárhiánynak. Például, ha valaki véletlen összetör valamit, akkor nem a leltárhiányra vonatkozó speciális, hanem az általános kárfelelősségi szabályok alapján felel. Ha a veszteség lopásból ered, akkor hasonlóan az előzőhöz, arra sem a leltárfelelősség szabályai lesznek érvényesek, hanem a szándékos károkozásra vonatkozó szabályok.
Szintén jegyezzük meg, hogy kizárólag a forgalmazási veszteséget meghaladó hiány minősül leltárhiánynak. Például egyes áruk esetében az áru mozgatása természetes veszteséget eredményez, mely nem minősül leltárhiánynak.

### A leltárhiányért való felelősség feltételei
a) a leltáridőszakra vonatkozó leltárfelelősségi megállapodás megkötése,
b) a leltári készlet szabályszerű átadása és átvétele,
c) a leltárhiánynak a leltározási rend szerint lebonyolított, a teljes leltári készletet érintő leltárfelvétel alapján történő megállapítása, továbbá
d) legalább a leltáridőszak felében az adott munkahelyen történő munkavégzés.
A fentiek konjunktív feltételek, tehát együttesen fent kell, hogy álljanak a leltárfelelősség megállapításához.

## A felelősség mértéke
A leltári készletet állandóan egyedül kezelő munkavállaló - a leltárfelelősségi megállapodás eltérő rendelkezése hiányában - a leltárhiány teljes összegéért felel. A munkavállaló legfeljebb hathavi távolléti díja mértékéig felel, ha a leltári készletet a leltárhiányért nem felelős munkavállaló is kezeli. Csoportos leltárfelelősségi megállapodás esetén a kártérítés mértéke nem haladhatja meg a megállapodást kötött munkavállalók távolléti díjának hathavi együttes összegét.
Azonban fontos megjegyezni, hogy az előbbi szabályok nem alkalmazhatóak automatikusan, minden körülmények között, mérlegelés nélkül. A felelősség megállapításánál figyelembe kell venni az eset összes körülményét, így például a biztonságos őrzésre vonatkozó munkáltatói kötelezettségek teljesítését, továbbá a munkavállaló esetleges távollétének tartamát.

## Igényérvényesítés
A munkáltató a leltárhiánnyal kapcsolatos kártérítési igényét a leltárfelvétel befejezését követő 60 napos jogvesztő határidő alatt érvényesítheti.
A határidő elmulasztásának kimentésére nincs mód. Büntetőeljárás esetén a határidő 30 nap, amely a nyomozó hatóság, illetve a bíróság jogerős határozatának közlését követő napon kezdődik.